# Pančevo Panthers
I Pančevo Panthers sono una squadra di football americano di Pančevo, in Serbia; fondati nel 2003, hanno vinto 1 IFAF CEI Interleague.
Dal 2019 la squadra collabora con i Vršac Lavovi nel progetto dei Banat Bulls. I Panthers si occupano della prima squadra, mentre i Lavovi delle giovanili

## Dettaglio stagioni

### Tornei nazionali

#### Campionato

##### SAFS/NLS/Superliga/Prva Liga
| Stagione | regular season | regular season | regular season | regular season | regular season | regular season | playoff | playoff | playoff | playoff | playoff | playoff        | playoff               |
|          | Vin            | Par            | Per            | Tot            | PF             | PS             | Vin     | Per     | Tot     | PF      | PS      | risultato      | avversaria            |
| -------- | -------------- | -------------- | -------------- | -------------- | -------------- | -------------- | ------- | ------- | ------- | ------- | ------- | -------------- | --------------------- |
| 2004     | ?              | ?              | ?              | ?              | ?              | ?              | -       | -       | -       | -       | -       | -              | -                     |
| 2006     | ?              | ?              | ?              | ?              | ?              | ?              | -       | -       | -       | -       | -       | -              | -                     |
| 2007     | ?              | ?              | ?              | ?              | ?              | ?              | -       | -       | -       | -       | -       | -              | -                     |
| 2008     | 4              | 0              | 3              | 7              | 195            | 133            | 1       | 1       | 2       | 63      | 40      | Semifinale     | Kragujevac Wild Boars |
| 2009     | 3              | 0              | 4              | 7              | 240            | 205            | 1       | 1       | 2       | 55      | 49      | Semifinale     | Kragujevac Wild Boars |
| 2010     | 4              | 0              | 2              | 6              | 162            | 147            | 0       | 1       | 1       | 34      | 44      | Semifinale     | Čačak Angel Warriors  |
| 2011     | 5              | 0              | 2              | 7              | 167            | 127            | 0       | 1       | 1       | 14      | 45      | Semifinale     | Beograd Vukovi        |
| 2012     | 3              | 0              | 4              | 7              | 154            | 187            | -       | -       | -       | -       | -       | -              | -                     |
| 2013     | 2              | 0              | 5              | 7              | 143            | 215            | -       | -       | -       | -       | -       | -              | -                     |
| 2014     | 3              | 0              | 4              | 7              | 144            | 181            | -       | -       | -       | -       | -       | -              | -                     |
| 2015     | 3              | 0              | 4              | 7              | 132            | 151            | -       | -       | -       | -       | -       | -              | -                     |
| 2016     | 3              | 0              | 4              | 7              | 148            | 183            | 0       | 1       | 1       | 19      | 54      | Semifinale     | Beograd Vukovi        |
| 2017     | 1              | 0              | 6              | 7              | 131            | 219            | 1       | 0       | 1       | 32      | 6       | Non retrocessi | Kikinda Mammoths      |
| 2020     | 3              | 0              | 2              | 5              | 244            | 258            | 1       | 1       | 2       | 103     | 121     | Semifinale     | Beograd Vukovi        |
| 2021     | 5              | 0              | 1              | 6              | 201            | 122            | 1       | 1       | 2       | 40      | 48      | Serbian Bowl   | Beograd Vukovi        |
| Totale   | 39+?           | 0+?            | 41+?           | 80+?           | 2061+?         | 2128+?         | 5       | 7       | 12      | 360     | 407     |                |                       |

Fonti: Enciclopedia del Football - A cura di Roberto Mezzetti

##### Druga Liga
| Stagione | regular season | regular season | regular season | regular season | regular season | regular season | playoff | playoff | playoff | playoff | playoff | playoff   | playoff      |
|          | Vin            | Par            | Per            | Tot            | PF             | PS             | Vin     | Per     | Tot     | PF      | PS      | risultato | avversaria   |
| -------- | -------------- | -------------- | -------------- | -------------- | -------------- | -------------- | ------- | ------- | ------- | ------- | ------- | --------- | ------------ |
| 2019     | 3              | 0              | 1              | 4              | 125            | 20             | 2       | 0       | 2       | 58      | 20      | Campioni  | Klek Knights |
| Totale   | 3              | 0              | 1              | 4              | 125            | 20             | 2       | 0       | 2       | 58      | 20      |           |              |

Fonti: Enciclopedia del Football - A cura di Roberto Mezzetti

##### Treća Liga
| Stagione | regular season | regular season | regular season | regular season | regular season | regular season | playoff | playoff | playoff | playoff | playoff | playoff   | playoff      |
|          | Vin            | Par            | Per            | Tot            | PF             | PS             | Vin     | Per     | Tot     | PF      | PS      | risultato | avversaria   |
| -------- | -------------- | -------------- | -------------- | -------------- | -------------- | -------------- | ------- | ------- | ------- | ------- | ------- | --------- | ------------ |
| 2018     | 3              | 0              | 2              | 5              | 91             | 77             | 1       | 1       | 2       | 26      | 44      | Finale    | Vršac Lavovi |
| Totale   | 3              | 0              | 2              | 5              | 91             | 77             | 1       | 1       | 2       | 26      | 44      |           |              |

Fonti: Enciclopedia del Football - A cura di Roberto Mezzetti

#### Coppa
| Stagione | regular season | regular season | regular season | regular season | regular season | regular season | playoff | playoff | playoff | playoff | playoff | playoff   | playoff    |
|          | Vin            | Par            | Per            | Tot            | PF             | PS             | Vin     | Per     | Tot     | PF      | PS      | risultato | avversaria |
| -------- | -------------- | -------------- | -------------- | -------------- | -------------- | -------------- | ------- | ------- | ------- | ------- | ------- | --------- | ---------- |
| 2005     | ?              | ?              | ?              | ?              | ?              | ?              | -       | -       | -       | -       | -       | -         | -          |
| Totale   | ?              | ?              | ?              | ?              | ?              | ?              | -       | -       | -       | -       | -       |           |            |

Fonti: Enciclopedia del Football - A cura di Roberto Mezzetti

### Tornei internazionali

#### EFAF Challenge Cup
| Stagione | regular season | regular season | regular season | regular season | regular season | regular season | playoff | playoff | playoff | playoff | playoff | playoff   | playoff    |
|          | Vin            | Par            | Per            | Tot            | PF             | PS             | Vin     | Per     | Tot     | PF      | PS      | risultato | avversaria |
| -------- | -------------- | -------------- | -------------- | -------------- | -------------- | -------------- | ------- | ------- | ------- | ------- | ------- | --------- | ---------- |
| 2009     | 1              | 0              | 2              | 3              | 76             | 133            | -       | -       | -       | -       | -       | -         | -          |
| Totale   | 1              | 0              | 2              | 3              | 76             | 133            | -       | -       | -       | -       | -       |           |            |

Fonti: Enciclopedia del Football - A cura di Roberto Mezzetti

#### IFAF CEI Interleague
| Stagione | regular season | regular season | regular season | regular season | regular season | regular season | playoff | playoff | playoff | playoff | playoff | playoff   | playoff          |
|          | Vin            | Par            | Per            | Tot            | PF             | PS             | Vin     | Per     | Tot     | PF      | PS      | risultato | avversaria       |
| -------- | -------------- | -------------- | -------------- | -------------- | -------------- | -------------- | ------- | ------- | ------- | ------- | ------- | --------- | ---------------- |
| 2011     | 3              | 0              | 1              | 4              | 88             | 60             | 0       | 1       | 1       | 21      | 27      | Finale    | Győr Sharks      |
| 2014     | 0+?            | 0+?            | 1+?            | 1+?            | 28+?           | 55+?           | 1+?     | 0+?     | 1+?     | 41+?    | 28+?    | Campioni  | Budapest Cowboys |
| Totale   | 3+?            | 0+?            | 2+?            | 5+?            | 143+?          | 115+?          | 1+?     | 1+?     | 2+?     | 62+?    | 55+?    |           |                  |

Fonti: Enciclopedia del Football - A cura di Roberto Mezzetti

#### Alpe Adria Football League
| Stagione | regular season | regular season | regular season | regular season | regular season | regular season | playoff | playoff | playoff | playoff | playoff | playoff    | playoff          |
|          | Vin            | Par            | Per            | Tot            | PF             | PS             | Vin     | Per     | Tot     | PF      | PS      | risultato  | avversaria       |
| -------- | -------------- | -------------- | -------------- | -------------- | -------------- | -------------- | ------- | ------- | ------- | ------- | ------- | ---------- | ---------------- |
| 2015     | 2              | 0              | 0              | 2              | 58             | 20             | 0       | 1       | 1       | 28      | 36      | Semifinale | Maribor Generals |
| Totale   | 2              | 0              | 0              | 2              | 58             | 20             | 0       | 1       | 1       | 28      | 36      |            |                  |

Fonti: Enciclopedia del Football - A cura di Roberto Mezzetti

### Riepilogo fasi finali disputate
| Anno             | Luogo    | Evento                     | Fase del torneo         | Incontro                            | Risultato |
| 2 luglio 2011    |          | Superliga                  | Semifinale              | Beograd Vukovi - Pančevo Panthers   | 45 - 14   |
| 9 luglio 2011    |          | IFAF CEI Interleague       | Finale                  | Győr Sharks - Pančevo Panthers      | 27 - 21   |
| 21 giugno 2014   |          | IFAF CEI Interleague       | Finale                  | Pančevo Panthers - Budapest Cowboys | 41 - 28   |
| 21 giugno 2015   |          | Alpe Adria Football League | Semifinale              | Pančevo Panthers - Maribor Generals | 28 - 36   |
| 25 giugno 2016   |          | Prva Liga                  | Semifinale              | Beograd Vukovi - Pančevo Panthers   | 54 - 19   |
| 25 giugno 2017   |          | Prva Liga                  | Spareggio retrocessione | Pančevo Panthers - Kikinda Mammoths | 32 - 6    |
| 8 luglio 2018    |          | Treća Liga                 | Finale                  | Vršac Lavovi - Pančevo Panthers     | 35 - 12   |
| 30 giugno 2019   |          | Druga Liga                 | Finale                  | Banat Bulls - Klek Knights          | 49 - 3    |
| 15 novembre 2020 | Belgrado | Prva Liga                  | Semifinale              | Beograd Vukovi - Banat Bulls        | 79 - 44   |
| 10 luglio 2021   |          | Prva Liga                  | Serbian Bowl            | Beograd Vukovi - Banat Bulls        | 24 - 14   |

## Palmarès
- 1 IFAF CEI Interleague (2014)
- 1 Druga Liga (2019[3])
- 2 Campionati juniores (2010, 2011)
- 2 Campionati nazionali flag (2008, 2009)
- 1 Campionati SAFS flag (2010)